# مدیریت کیفیت
مدیریت کیفیت تضمینی است برای پایدار بودن محصولات و خدمات سازمان‌ها و یکی از بحثهای جدید در زمینه تولید و خدمات است. گرچه سابقه آن به ابتدای تاریخ نیز می‌رسد اما مفهوم نوین کیفیت محصول قرن ۲۰ است. بر طبق یکی ازنگرشها :مدیریت کیفیت یعنی نظارت بر فرایند ساخت و تولید محصول برای ایجاد اطمینان از یکسان بودن محصول با آنچه مورد نظر طراح یا مشتری بوده‌است. این نظارت از مرحله دریافت و سفارش مواد اولیه تا مرحله خدمات پس از فروش را شامل می‌شود. بدین ترتیب شامل طیف وسیعی از فعالیت ها می شود.
از جمله فعالیت‌های مربوط به مدیریت کیفیت یکی تضمین کیفیت و یکی کنترل کیفیت است. مدیریت کیفیت شامل چهار حوزه اصلی می‌باشد که عبارتند از: برنامه‌ریزی کیفیت، تضمین کیفیت، کنترل کیفیت و بهبود کیفیت.امروزه مدیریت کیفیت نه تنها حوزه تولید، بلکه خدمات و حتی خدمات دولتی را نیز شامل شده و مدیریت کیفیت دولتها و آموزش و پرورش یکی از مباحث نوین در مدیریت کیفیت است.

## اصول مدیریت کیفیت
استاندارد بین‌المللی مدیریت کیفیت (ISO9001:2015) هشت اصل مدیرتی رابه تصویب رسانده است که  مدیران ارشد سازمان‌ها با استفاده  از این اصول می‌توانند سازمان خود را در جهت بهبود کاریی هدایت کنند:

### مشتری محوری
تمرکز مدیریت کیفیت بر برآورده ساختن نیازهای مشتری و تلاش برای ارائه خدمات فراتر از نیازهای مشتری است.

### رهبری
رهبران در تمام سطوح سازمانی، یک هدف و جهت واحد را ایجاد می‌کنند و شرایطی را فراهم می‌کنند تا کارکنان در دست یابی به اهداف کیفیتی مشارکت کنند.

### مشارکت کارکنان
کارکنان در تمام سطوح ، ذات و جوهره یک سازمان به حساب می آیند و در صورت مشارکت کامل ، توانایی‌های ایشان در جهت اهداف و دستاوردهای سازمان خواهند بود .
الف ) مزایای کلیدی اصل مشارکت کارکنان
-    کارکنان با انگیزه ، متعهد و مشارکت جو در سازمان .
-    نوآوری و خلاقیت در جهت اهداف سازمان .
-    پاسخگویی کارکنان در قبال عملکردشان .
-    علاقه مندی کارکنان به مشارکت و سهیم بودن در بهبود مستمر .
ب ) به کارگیری اصل مشارکت کارکنان ،می تواند  به موارد زیر منجر شود :
- شناخت کارکنان نسبت به اهمیت مشارکت و نقش آن‌ها در سازمان ،
- شناخت کارکنان نسبت به موانع و محدودیت‌های کاری.
- پذیرش مسئولیت مشکل‌های مرتبط و یافتن روشی برای رفع آن توسط کارکنان.
- کارکنان، عملکرد خود را در قبال اهداف شخصی و سازمانی ارزیابی میکنند.
- کارکنان ، فعالانه به دنبال فرصت‌هایی برای افزایش شایستگی ها، دانش و تجربیات خود هستند.
- کارکنان، دانش و تجربیات خود را بدون محدودیتی به اشتراک میگذارند .
- کارکنان،‌در مورد مسائل و مشکل‌ها به‌طور صریح صحبت میکنند.

### بهبود
سازمان های موفق تمرکز مداوم در جهت بهبود دارند.
بهبود برای یک سازمان جهت حفظ سطح فعلی عملکرد، واکنش به تغییرات در شرایط داخلی و خارجی و ایجاد فرصت های جدید، ضروری است.

### تصمیم گیری بر اساس شواهد
احتمال زیادی هست که تصمیمات بر اساس تجزیه و تحلیل و ارزیابی داده ها و اطلاعات بیشتر، نتایج مورد نظر را تولید کنند.

### مدیریت ارتباطات
یک سازمان برای موفقیت مداوم، ارتباطات خود را با اشخاص علاقه مند، مانند تامین کنندگان، خرده فروشان، مدیریت می کند.